# Oncidium aurarium
Oncidium aurarium är en orkidéart som beskrevs av Heinrich Gustav Reichenbach. Oncidium aurarium ingår i släktet Oncidium och familjen orkidéer. Inga underarter finns listade i Catalogue of Life.